# Паре, Амбруаз
Амбруа́з Паре́ (также устар. Парэ; фр. Ambroise Paré; ок. 1510, Бур-Эрсан, близ Лаваля, Франция — 20 декабря 1590, Париж) — французский хирург, считающийся одним из отцов современной медицины.

## Биография
Амбруаз Паре родился в 1510 году в Бур-Эрсан (Bourg-Hersent), близ Лаваля в семье бедного сундучного мастера. Родители решили дать ему профессию, которая, по их понятиям, позволила бы жить безбедно. Так он попал в обучение к цирюльнику, практиковавшему в городке Анжере.
Когда Паре исполнилось 17 лет, он отправился в Париж, где поступил в медицинскую школу (1529), слушал лекции в Коллеж де Франс и учился практической работе в больнице Отель-Дье де Пари (клиническое отделение факультета медицины Парижского университета). Пройдя в Отель-Дьё двухгодичную школу хирургов, он получает звание хирурга (1536) и отправляется на театр военных действий в Италию (1537) в качестве цирюльника и хирурга во французской армии. С этого момента он начал принимать участие в военных кампаниях и занялся самостоятельным лечением раненых.
Вернувшись в 1539 году из армии, Паре сдал экзамен на звание «мастера цирюльника-хирурга». В 1545 году, используя опыт своих наблюдений, издал книгу «Способ лечить огнестрельные раны, а также раны, нанесенные стрелами, копьями и др.», в которой отверг господствовавшую теорию ядовитости продуктов сжигания пороха, и полностью отказался от использования кипящего масла при лечении ран. Книга была написана на французском языке, так как автор не знал латыни. Вследствие доступности изложения и полезного содержания труд получил широкое распространение.
Амбруаз Паре был убеждённым гугенотом, но в связи с его высоким авторитетом в 1552 году был принят на королевскую службу при дворе. Паре был придворным хирургом при королях Генрихе II, Франциске II, Карле IX и Генрихе III. С 1 января 1562 года Паре официально именуется первым хирургом короля (Premier Сhirurgien du Roy). Именно этот значительнейший для того времени титул предваряет его многочисленные книги, дошедшие до наших дней. По распространённой легенде, в Варфоломеевскую ночь (1572) гугенота Паре спас Карл IX, приказавший запереть приближённого врача в одной из комнат дворца.

## Медицинские достижения

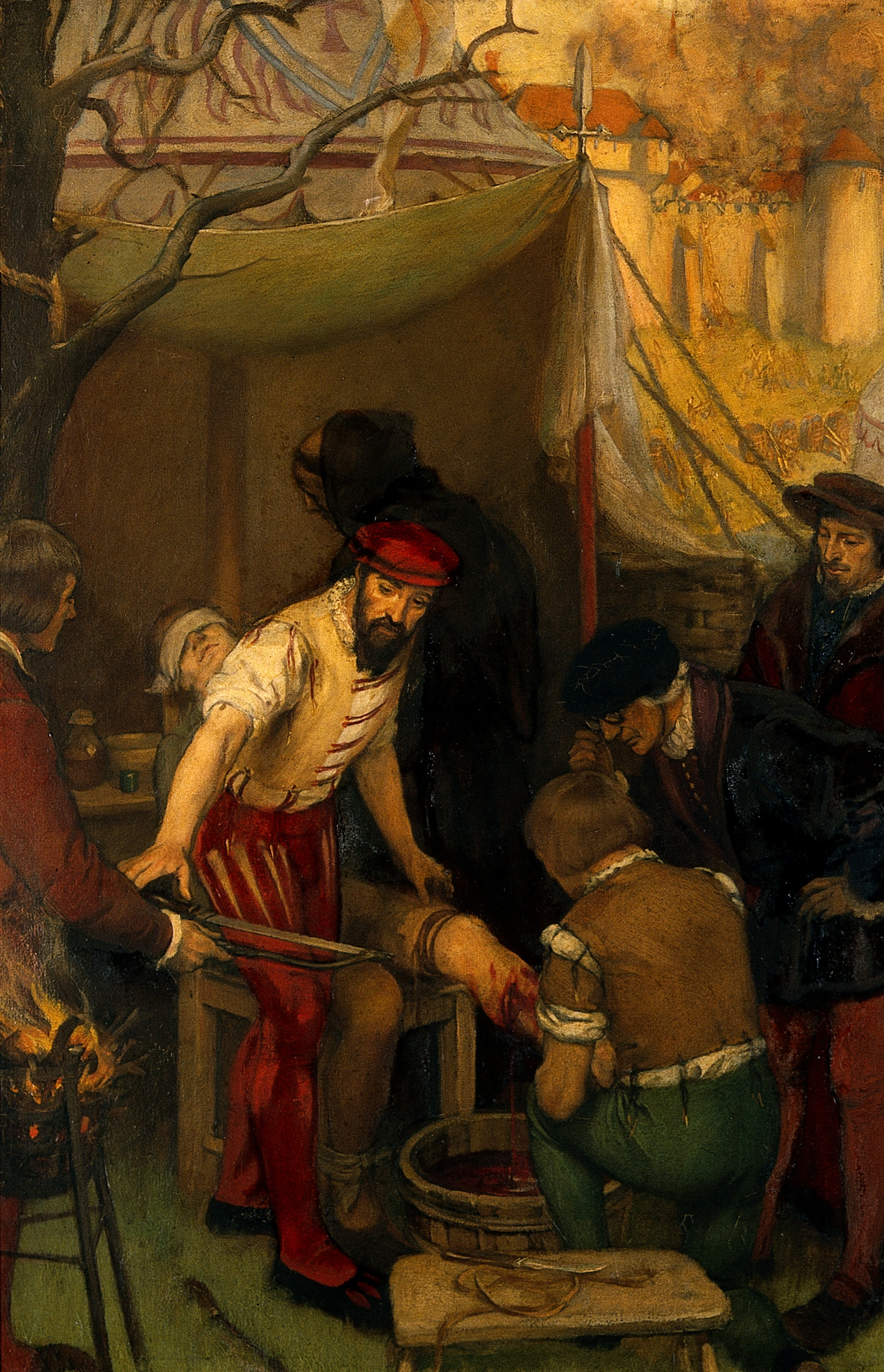
Эрнест Борд — Амбруаз Паре использует лигатуру для ампутации

Паре принадлежит ряд инноваций в области лечения ран, а также изобретение и усовершенствование хирургических инструментов и протезов. Амбруаз Паре ввёл захватывание кровоточащих сосудов инструментами и их лигирование. Ампутировать конечности в средневековье было принято раскалённым ножом. Это давало остановку кровотечения, но приводило к ожогу тканей культи с последующей гангреной. Паре предложил при ампутации обнажать крупные сосуды и перевязывать их шёлковой нитью.
Паре создал учение об огнестрельных ранах и, доказав, что они относятся к группе ушибленных, а не отравленных ран, отказался от усугубляющих травму методов лечения (заливки ран кипящим маслом). Ввёл в хирургическую практику операции по исправлению «заячьей губы», разработал метод восстановления расщеплённого нёба («волчьей пасти»), предложил использовать протезы конечностей. В акушерстве применял и описал поворот на ножку (данный прием, как и перевязка сосудов в хирургии, применялись отдельными врачами в Древней Индии и в эллинистическом Египте, но были забыты в средние века), а также кесарево сечение при смерти роженицы. Он описал много случаев истерических расстройств и вылечил многих больных.

## Издания трудов
Не получив систематического университетского образования, Паре не владел латынью и писал на французском языке, но издание его книг способствовало широкой известности автора, книги быстро перевели на латинский и несколько других европейских языков. Сочинения Паре (важнейшее из них — «Cinq livres de chirurgie») переведены на латинский и немецкий языки (Франкфурт-на-Майне, 1604 и 1631).
Новое французское издание издано в обработке и с комментариями хирурга Ж. Мальгэня (Париж, 1840—1841).

## Амбруаз Паре в искусстве
Паре является второстепенным героем романов Александра Дюма-отца «Королева Марго» (1845) и «Две Дианы» (1847), а также рассказа английского писателя Джеральда Керша «Что случилось с капралом Куку?» (1953). Упоминается в романе «Хроника царствования Карла IX» Проспера Мериме и в романе «Зрелые годы короля Генриха IV» Генриха Манна.
В российской экранизации романа «Королева Марго» роль Паре сыграл Борис Романов.